# Ведренко Георгій Самуїлович

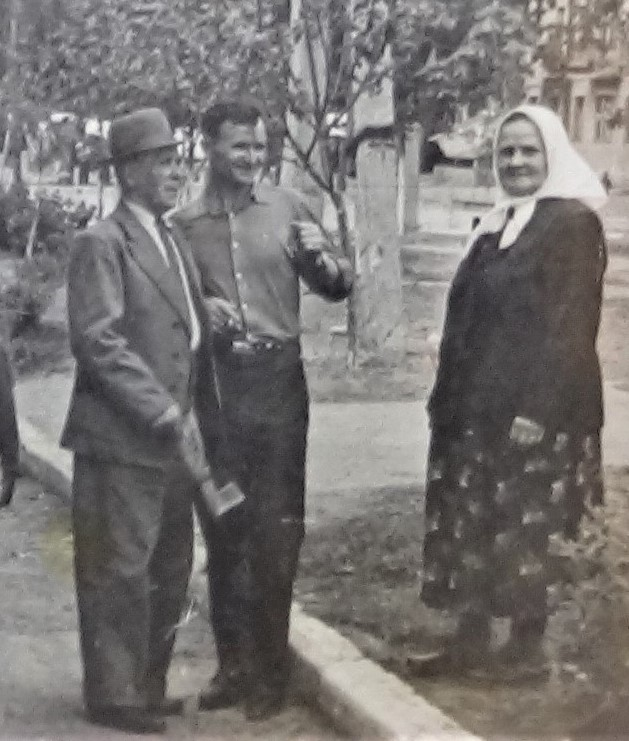
Приїзд Ведренка Г.С. (зліва в капелюсі) в м. Іршанськ до рідні

Ведренко Георгій Самуїлович (1899 — 70-ті р.р. ХХ ст.) — учасник Махновського руху, член Повстанської армії Н.Махна, писар штабу Н.Махна.

## Біографія
Ведренко Г.С. народися у селі Криворіжжя Бахмутського повіту Катеринославської губернії у родині селян. Батько, Самуїл Георгійович Ведренко, за версією родини Ведренків, переїхав до Криворіжжя з Дону. Мати — Ірина. За даними адрес-календаря 1915 року, займав посаду волосного старшини Криворізької волості.
Дитинство Ведренко Г.С. пройшло у селі Криворіжжя, закінчив  земську школу. У селі його пам'ятають як «шубутного» парубка, весельчака.
За спогадами племінника, П.І.Ведренка: "Коли Махно в селі Криворіжжя набирав молодиків у свій загін, то кожному з них пропонувалося написати щось на аркуші  паперу і коли Єгор (Георгій. - прим.) написав на листі речення, Махно розпорядився взяти його писарчуком до свого штабу".
Після поразки Махновського руху влітку 1921 року разом із загоном Н.Махно (78 чол.) емігрував  до Румунії. Потім із часом оселився в м. Бухарест, де дослужився до посади керівника Головного банка м. Бухареста.
Неодноразово приїздив до родичів в Україну (м. Іршанськ, с. Криворіжжя).
Помер приблизно наприкінці 70-х років ХХ століття. Похований на сільському кладовищі у передмісті Бухареста.
У родинному колі  збереглися спогади  ще про одну подію, яка відбулася у 1919 році і пов'язана з Федіром Ведренко (старшого з хлопців). Ця подія закінчилася трагічно для Федіра, якого білогвардійські козаки порубали на шматки, за те, що він  вкрав  коня у  їхнього атамана та продав  його у місті Ізюмі.  Після його страти він  був похований на сільському цвинтарі. Але, у церковній книзі його смерть записана так,  що помер він від тифу, хоча родичі наполягають на тому, що його зарубали білі. Можна припустити, що запис зробили можливо на прохання батька, який був впливовою людиною у селі ( бо ганебна смерть за крадіжку була  плямою для сім'ї ). 

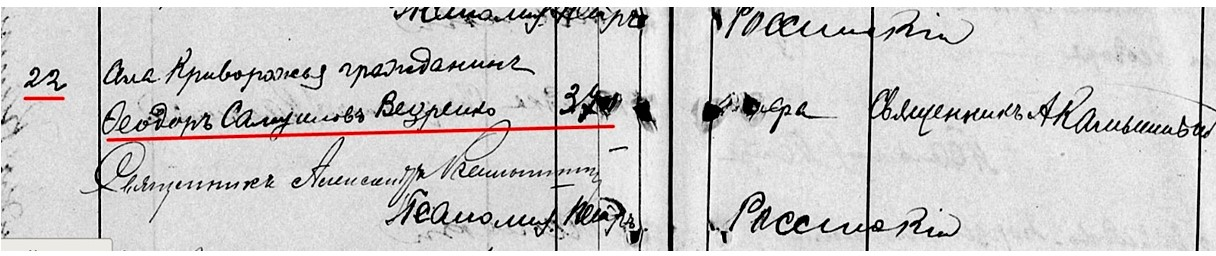
Федір Ведренко

Є і ще одна подія, яка теж пов'язана з родиною Ведренків, котра  описана у книзі М.Острогорського  «Борьба за Отябрь на Артемовщине», де постраждав син  Стефан, двоюрідного брата Самуїла – Полікарпа Аврамовича Ведренка. Запису про смерть Стефана Полікарповича Ведренка у метричній книзі Успенської церкви   відсутня. Можливо він загинув за селом і не було можливості поховати на сільському цвинтарі, тому відсутня і запис у книзі. Треба   зазначити, що по селу Криворіжжя не всі дані (роки) збереглися у метричних книгах за всі роки існування села.                        

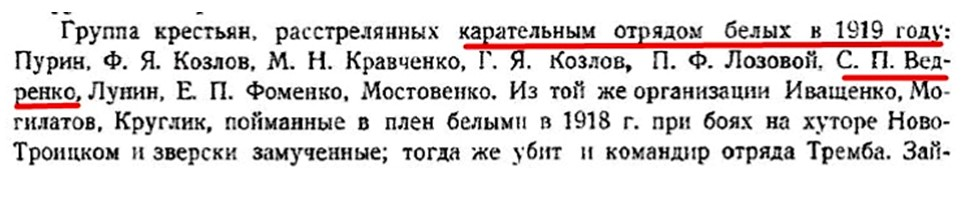
Згадується родина Ведренків